# 구룸 초이
구룸 초이 게바라(스페인어: Gu-Rum Choi Guevara, 스페인어 발음: [ˈɡuɾum ˈtʃoi], 1998년 8월 22일~), 또는 최구름은 페루의 축구 선수로 포지션은 수비수이다. 현재 페루 프리메라 디비시온의 아소시아시온 데포르티보 타르마에서 활동하고 있으며 타르마의 주장을 맡고 있다. 
아버지가 대한민국 출신인 한국계 페루인으로 대한민국에서는 한국어계 성 초이(스페인어: Choi)의 어원을 살린 구룸 최, 최 게바라로도 알려져 있다.

## 구단 경력
초이는 페루의 시르콜로에서 프로 선수 생활을 시작했고 2016년 페루의 아야쿠초와 계약했다. 2018년 알프레도 살리나스, 2019년 ADT와 계약했으며 2021년에 2021 코파 페루에서 구단의 우승에 기여했다.

## 국가대표팀 경력
초이는 2024년 코파 아메리카에 출전하는 페루 축구 국가대표팀의 예비 명단에 발탁되었으나 최종 명단에는 탈락했다.

## 개인사
초이는 대한민국인 아버지와 페루인 어머니 사이에서 태어났고 부모님은 한국어로 구름을 의미하는 이름 구룸(스페인어: Gu-Rum)을 그에게 지어주었다. 그에게는 2살 형 하늘 초이(스페인어: Ha-Neul Choi)가 있으며 그는 대한민국에서 게바라라는 예명으로 모델로 활동하고 있다.